# Крашенинников Микола Сергійович
Микола Сергійович Крашенинников (28 листопада 1857  — 1918 , П'ятигорськ, Терська область ) — російський судовий діяч, сенатор, член Державної ради .

## Біографія
Православний. Спадковий дворянин Воронезької губернії. Син капітана 2-го рангу Сергія Петровича Крашенинникова, затвердженого в спадковому дворянстві в 1857 році. Старший брат Ілля також член Державної ради. Землевласник Воронезької губернії (600 десятин у нероздільному володінні з родичами).
У 1879 році закінчив Імператорське училище правознавства із золотою медаллю, був зарахований до Міністерства юстиції та відряджений для занять до 1-го відділення 3-го департаменту Сенату.
У Сенаті пройшов усі посади до обер-секретаря 3-го департаменту (із 1886), а потім — межового департаменту (із 1888). У 1889 році призначений товаришем голови Ризького окружного суду, в 1892 році — переміщений на посаду члена Київської судової палати, в 1896 році — призначений головою Орловського окружного суду, а в 1900 році — переведений на ту ж посаду до Санкт-Петербурзького окружного суду та проведений у дійсні статські радники. У 1904 році призначений старшим головою Новочеркаської судової палати, у лютому 1906 року — переведений на ту ж посаду в Одеську судову палату, а в липні того ж року — призначений старшим головою Санкт-Петербурзької судової палати.
1 січня 1908 року «пожалуваний» у сенатори, з проведенням у таємні радники та залишенням на посаді старшого голови Петербурзької судової палати. Останню посаду обіймав до кінця 1915 року. Під його головуванням слухалася більшість великих справ щодо державних злочинів, у тому числі суд над членами Петербурзької ради робочих депутатів, справа про Виборзьку відозву та справа соціал-демократичної фракції 2-ї Державної думи.
23 червня 1908 року поранений революціонером у Петрозаводську під час виїзної сесії Петербурзької судової палати. Коли Крашенинников повертався із судового засідання до готелю, петрозаводський міщанин Олександр Кузьмін зумів завдати йому удару кинджалом. Після цього Кузьмін утік, але незабаром був затриманий поліцією, а пізніше повішений за вироком суду.
У червні 1915 року Крашенинников проводив, за Високим наказом, розслідування про заворушення, що відбулися в Москві, причому за його доповіддю за бездіяльність влади був звільнений головноначальний князь Юсупов і віддані суду градоначальник генерал Адріанов і поліцеймейстер Севенард.
24 листопада 1915 року, за ініціативи міністра внутрішніх справ О. М. Хвостова, призначений членом Державної ради. Входив до групи правих. Був членом комісії законодавчих припущень. 1 січня 1917 року призначений головою Верховного кримінального суду, з залишенням на посаді члена Державної ради. Під час Лютневої революції заарештований та поміщений у Трубецький бастіон Петропавлівської фортеці. Незабаром був звільнений і позбавлений платні.
У 1918 році перебував у П'ятигорську. Був узятий більшовиками в заручники і розстріляний у жовтні 1918 року.

## Сім'я
Був одружений з дочкою воронезького повітового предводителя дворянства Марією Петрівною Халютіною. Їхній син: Петро (нар. 1890).

## Нагороди
- Орден Святого Станіслава ІІ ст. (1890);
- Орден Святої Анни ІІ ст. (1895);
- Орден Святого Володимира ІІІ ст. (1902);
- Орден Святого Станіслава І ст. (1905);
- Орден Святої Анни І ст. (1907);
- Орден Святого Володимира ІІ ст. (1910);
- Орден Білого орла (1917).

- медаль «У пам'ять царювання імператора Олександра III»
- медаль «У пам'ять 300-річчя царювання дому Романових»